# アッザム
アッザム (ADZAM) は、「ガンダムシリーズ」のうち宇宙世紀を舞台とする作品に登場する架空の兵器。有人操縦式の大型機動兵器で、のちに「モビルアーマー  (MA)」に分類される。初出は、1979年放送のテレビアニメ『機動戦士ガンダム』。
作中の敵側勢力「ジオン公国軍」の試作機であり、空中を浮揚して特殊兵器「アッザム・リーダー」で主人公のアムロ・レイの搭乗機「ガンダム」を苦しめる。
本記事では、外伝作品などに登場するバリエーション機などについても解説する。

## デザイン
『ガンダム』総監督の富野喜幸によるラフスケッチをもとに、大河原邦男がクリーンアップをおこなっているが、ラフの段階で基本デザインはほぼ完成している。ラフには「ジオン・防空攻撃機 アッザム」と記されており、前方下部にあるハッチを外してアームなどのアタッチメントを接続可能なことや、4基のダンパーでピョンと飛び跳ね、不整地でも本体が水平に保てるといった、本編では使用されなかったアイデアが図解で説明されている。

## 設定解説
月面に配備されていた移動式対地攻撃兵器ルナタンクを元に開発された機動砲座。
ルナタンクからの改修にあたり、本機には地上での運用に耐え得る変更が行われている。大出力のジェネレーターと、ミノフスキー・クラフト、メガ粒子砲を採用したほか、ロケット・エンジンを廃して8基のホバーエンジンを導入した。ルナ・タンクで最大のスペースを占めていた燃料タンクは撤去され、アッザム・リーダー、ミノフスキー粒子発生装置、パワーフィールドジェネレーターが収容されている。コクピットの基本はルナタンクと大きな差異はないが、表示方式やコントロールを改修しているほか、乗員は操縦士と射撃手の2名（非常時にはオートパイロット機能を使用して1名での運用も可能）であった。
搭載されたミノフスキークラフトは本機の巨体を浮遊させることに成功しているものの、実験段階のものであるため、50分以上の飛行はできない。また、飛行のために十分な装甲が施されていない。本機はモビルアーマー構想が確立される前の機体であったものの、MA第1号として扱われる。2機が製造され、そのうち1機は中部アジアで交戦した。本来は対トーチカ兵器として使用されるはずだったが、偶然にもガンダムと交戦することになった。

### 武装・装備
砲塔式メガ粒子砲
機体四方上下に配置。本機はミノフスキークラフトを採用したためにこの装備に十分な出力が得られておらず、発砲回数が制限されている。
アッザム・リーダー
機体底部に装備される特殊兵装。射出したカプセルに封入された「リーダー」と呼ばれる粉末を散布し、対象物を包囲したワイヤー内に電磁波を発生させ、それによって生じる最大4,000℃の高熱により、焼灼する。ガンダムとの戦闘を見たキシリアによれば、この放熱磁場は時間と共に弱まるほか、マ・クベによればザクを行動不能にすることが可能とされ、ガンダムに対しても一定の効果を発揮した。
後にこの武装は改良され、プラズマ・リーダーとしてヴァル・ヴァロに搭載された。

## 劇中での活躍
テレビ版『機動戦士ガンダム』では、第18話にて登場。劇中ではマ・クベの飛行基地的に扱われ、かなり長時間飛行しているとみられる描写がある。本機にはオデッサ方面軍の司令であるマ・クベと前線視察に来た突撃機動軍のキシリア・ザビが搭乗し、戦闘機ドップ2機に護衛されて夜間飛行を行った。
翌日、本機は第102鉱山基地に駐機していた。そこへホワイトベースから脱走したアムロ・レイが同基地をオデッサ基地と思い込み、搭乗機ガンダムで襲撃してきたため、急遽マ・クベとキシリアが本機に搭乗してガンダムを迎撃する。アッザム・リーダーなどを用いたが決定打は与えられず、逆に砲塔を数基破壊され、かろうじて撤退している。ガンダムの性能を身をもって味わったキシリアは、「我らもテスト中の各モビルスーツ (MS) の実戦配備を急がねばならない」と呟いており、中盤以降にジオン軍の新兵器が多数登場するようになる伏線となっている。なお、劇場版ではアッザムが登場するシーンはカットされている。
岡崎優による『冒険王』掲載のコミカライズ版では、前述のシーンでガンダムのビームサーベルで真っ二つにされて大破し、マ・クベとキシリアは爆発寸前に脱出している。
漫画『機動戦士ガンダム0079』では、接地用ダンパーや火薬式主砲を収納できる円盤型の機動兵器として描かれており、よりSF的なデザインになっている。連邦軍の陸上艦船を多数撃破するなどしたが、特殊な対空砲弾の反撃を受けて上空に避退したところをセイラ・マスのGアーマーに急襲され、撃墜された。
漫画『機動戦士ガンダム戦記 Lost War Chronicles』では、マット・ヒーリィ中尉の搭乗する陸戦型ガンダムを捕獲するために投入される。アッザム・リーダーの展開時の形状から、「トリカゴ」と呼ばれていた。ビーム砲を主砲としているほか、180mmキャノン砲の直撃を耐えきる重装甲となっており、アニッシュ・ロフマン曹長の陸戦型ジムを行動不能とするが、リーダーの射出口を狙われて撃破される。なお、この機体はゲーム『SDガンダム GGENERATION GENESIS』では「アッザム改」となっている。
漫画『機動戦士ガンダム THE ORIGIN』では、ジャブロー攻略時に指揮官であるガルシア少将機が登場する。ジャブロー内部に侵入するもトラップにひっかかり、味方のMSもろとも岩盤の下敷きとなった。本作では、従来の設定で接地用ダンパーとされたものが脚とされ、四足歩行を行っている。また、上部には長いハッチが付属し、フラスコのような形状になっている。機体デザインは上記の『機動戦士ガンダム戦記』と同じものを流用しているが、脚部を折り畳む機能が追加されている。

## バリエーション

### ルナタンク
メカニックデザイン企画『モビルスーツバリエーション』で文字設定のみ設定され、『MSV-R』で大河原によって改めてデザインされた。
アッザムの原型となった機体。月面のグラナダ基地防衛用に、MSの補助兵器として開発される。月面重力下のみで運用されるため、機体下部のキャタピラは本体に比べて小型となっている。戦闘は下面中央のロケットエンジンによって飛行状態でおこなわれ、本体の4分の1をプロペラント・タンクが占める。機体側面4か所の板は、補助飛行システムと推定されている。武装は2連装実弾砲を8基（機体上部、下部に各4基）装備。1名のパイロットと4名の砲手（後の火器管制システムの改良で2名に）によって操作する。
宇宙世紀0077年から開発が始まり、0078年7月に1号機がロールアウト、開戦までに22輌が完成を経て、当初の50輌の配備予定が75輌に変更されたが、0079年6月頃までの34輌の生産にとどまっている。全機がグラナダに配備されるが、10月の月での動乱により、28輌が消失したうえ、残存した機体も稼動不能となり、終戦後に全機とも解体されている。
漫画『虹霓のシン・マツナガ』では、宇宙世紀0079年2月27日の月のマス・ドライバー基地攻略の際にザクIやマゼラアタック、キュイとともに少なくとも3機が投入され、防衛システムを沈黙させる。その後、連邦軍のレールガン搭載艦サントメ・プリンシペの砲撃により、1機が撃破される。
スマートフォンゲームアプリ『機動戦士ガンダム U.C. ENGAGE』のイベント「0079ペッシェ・モンターニュ ～序章 命、めぐりあいI～」では、ペッシェの義理の父オーガンとアシュレイ・ホーン大尉が搭乗し、月面でヴァル・ヴァロのプラズマ・リーダーの試験をおこなうが、終了直後に連邦軍のMS隊と遭遇して撃破される。アシュレイは重傷を負うも一命を取り留めるが、オーガンは戦死する。通常の機体と異なり、大型の砲台などが追加されている。
小説『機動戦士ガンダム MSV-R ザ・トラブルメーカーズ』では、地球連邦軍のドミニク・アレストが一年戦争終結直後の混乱に紛れ、ジオン共和国から裏取引で入手した機体が登場する。サイド6コロニー「アガルタ」の工場地下のドックに秘匿されているが、犯罪容疑で追い詰められたドミニクが部下3名とともに搭乗し、出撃する。コロニー内で傭兵ディーン・ウェストらのMSと交戦し、回転しての無差別全方位砲撃で「アガルタ」を崩壊させるが、砲身をすべて切断されて降伏する。

### アッザム・オルガ
ゲーム『機動戦士ガンダム外伝 コロニーの落ちた地で…』に登場。
カラーリングはライト・パープル。4基の接地用ダンパーにブースターを装備している。武装はメガ粒子砲が実弾の対地機銃に変更され、新たにミサイルが搭載されている。地球連邦軍のMS部隊を殲滅するが、ホワイト・ディンゴ隊に撃墜される。
なお、名称はゲーム『機動戦士ガンダム サイドストーリーズ』収録のリメイク版の台詞の字幕によって明らかになった。

### メタルアッザム
アンソロジーコミック『ガンダムジェネレーション』および『サイバーコミックス』掲載の漫画「NIGHT=HAWKS!」に登場（型式番号：MAX-03M）。
腹部にはゲーム『ドラゴンクエスト』シリーズに登場するスライムにような眼と口が描かれている。地球連邦軍基地を占拠したジオン公国軍W=ダブデ陸戦艇の部隊に配備され、第13独立電撃部隊ナイトホークスの旗艦「ウェルディア」への攻撃の際に投入される。アッザム・リーダーを放ってG・キャノンF1やG・タンクを苦しめるが、チャアミン・ブラウン曹長の搭乗するG・ダミーに一刀両断され、撃破される。
なお、カードダス『SDガンダム外伝 ジークジオン編』において同名のキャラクターが登場するが、関連性は無い。

### 宇宙用アッザム
監督の富野喜幸による、当初の52話分の構想を書いた通称「トミノメモ」の記載では、当初予定の第43話『グラナダ攻略』において、宇宙用アッザム（アッザム改）の登場が予定されていたが、放映期間短縮によって出番がなくなった。キシリアの指揮下でシャア・アズナブルが操縦し、かなりの活躍を見せるはずであった。なお、このコクピットでキシリアがシャアに刺殺される場面も想定されていた。
漫画『機動戦士ムーンガンダム』に登場するMSアッグジンの設定解説によれば、一年戦争後期の公国軍では来たるべき月面での決戦に備え、陸戦用MSや水陸両用MSの転用による新規開発が急ピッチで進められたとされ、宇宙用としてアッザム・タイプの改造プランもあったとされる。

### アッザム・リペア
漫画『機動戦士ガンダム0083 REBELLION』に登場。作中では「アッザム改修型（「リペア」とルビ）」と表記される。
キンバライド基地において、ラサ基地のアプサラス計画の設計図も極秘に入手し、独自の現地改修機として造られた機体。外殻はひと回り大きく装甲強化されている。機体下部にアプサラスIIと同型の大型メガ粒子砲を搭載するが、出力が足りないため基地とケーブルで直結されている。このため、下部の2連装メガ粒子砲2基は廃されている。ザクIの上半身が接続され、大型メガ粒子砲の照準コントロールを同機のシステムでおぎなっているが、アッザム側にもガンナーが搭乗する。ミノフスキー・クラフトはアプサラスIIIの技術を応用しており、機体周囲に4基装備する。
未完成のままノイエン・ビッター中将が搭乗し、ペガサス級強襲揚陸艦「アルビオン」を返り討ちにすべく砲撃を浴びせる。しかし、ケーブルを損傷してしまい、ザクIも直接攻撃を受けて撃破される。そのあまりにも異様な姿から、アルビオンのエイパー・シナプス艦長からは「ジオン残党の怨念が具現化したような醜悪な姿」と酷評されている。
単行本第5巻の表紙によれば、カラーリングは原型機と同様に紫を基調とし、ザクIの上半身はザクIIのような濃淡グリーンを基調とする。なお、原典のOVA『機動戦士ガンダム0083 STARDUST MEMORY』では、ビッターはザクII F2型に搭乗するため、登場しない。

### ゲンブ
小説『機動戦士ガンダム ブレイジングシャドウ』に登場。
チーム・シャドウのシャドウ5襲撃後にジオン残党軍「ヘルズゲート」がアッザムを母体として開発した巨大MA。防御力が大幅に強化されており、重装甲化に加えてIフィールドと対ビーム・コーティングが用いられている。武装は艦載砲クラスの大型メガ粒子砲1門と、2連ビーム砲18基。また、コクピットシステムも独自のものを採用している。

### RFアッザム
漫画『機動戦士ガンダムF90』に登場。（型式番号：OMAX-03RF）
オールズモビルが運用する。宇宙空間での行動も可能になっており、武装も単装メガ粒子砲を8基装備、内蔵式のミサイル、接地用ダンパーをクローに換装するなどの強化が図られている。また、ビーム撹乱膜を展開する能力も持っており、艦砲を弾き返す堅牢さを見せる。4機が出撃し、火星の衛星軌道上で第13独立機動艦隊にかなりの損害を与えるが、最終的には全機とも撃破される。
なお、名称と型番はゲーム『SDガンダム GGENERATION-F』で設定されたものである。

## アッザム（サンダーボルト版）
漫画『機動戦士ガンダム サンダーボルト 外伝』の「砂漠の掟」に登場（型式番号：MAX-03）。
砂漠に落下したスペース・コロニーの残骸にできたオアシス「竜骨街」の顔役であるイエン老師らが搭乗。機体は赤く塗られており、各部に金色の中華風の装飾がほどこされている。無法なビッグ・ガンのオークションを発端とするロレンツォ・ファミーリアとショーン・ミタデラらとの戦闘に介入し、アッザム・リーダーによって双方に罰を与えようとする。